# Kamelot
Kamelot to zespół muzyczny z Tampy na Florydzie (USA) grający power metal. Został założony przez Thomasa Youngblooda i Richarda Warnera w 1991 roku.
Do tej pory zespół wydał dziewięć albumów studyjnych, dwa albumy live oraz jeden album live DVD.

## Historia

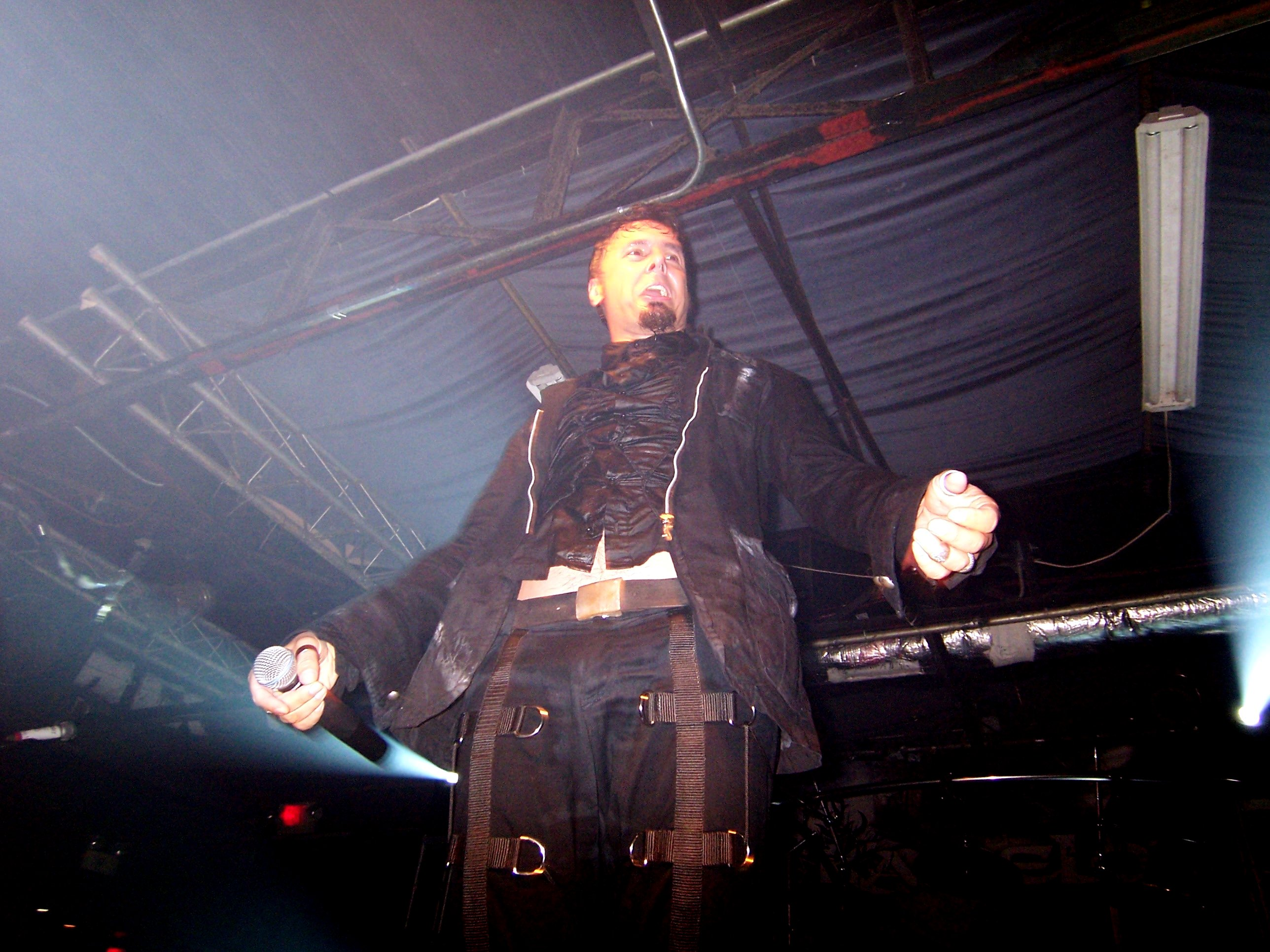
Roy Khan na koncercie w Teksasie w 2007 roku

Zespół Kamelot został założony w 1991 roku w mieście Tampa na Florydzie przez Thomasa Youngblooda i Richarda Warnera. W 1994 roku grupa podpisała umowę z wytwórnią Noise Records. Ich pierwszy album Eternity został wydany w 1995 roku. Kolejny album, Dominion, wyszedł w roku 1997. W tym samym roku, perkusista i założyciel zespołu, Richard Warner, oraz wokalista Mark Vanderbilt zostali zastąpieni przez Caseya Grillo oraz Roya Khana. W nowym składzie w 1998 roku zespół wydał album zatytułowany Siége Perilous. Jesienią tego samego roku grupa wyruszyła w trasę po Europie, a dwanaście miesięcy później, w 2000 roku, wydała kolejny album The Fourth Legacy.
Latem 2000 roku zespół wyruszył w kolejną trasę, dając koncerty w Niemczech, Austrii, Szwajcarii, Holandii, Belgii, Włoszech, Grecji oraz Hiszpanii. Jej owocem był pierwszy album live (The Expedition). Parę miesięcy później grupa zaprezentowała swój piąty album, Karma. Szósty album zatytułowany Epica został wydany w 2003 roku. Zarówno ten album jak i kolejny (The Black Halo wydany w 2005 roku) bazują na dramacie Johanna Wolfganga von Goethego o tytule Faust, opowiadającym o człowieku, który zaprzedał swoją duszę diabłu. Podczas trasy Black Halo World Tour headlinerami dla zespołu były grupy Epica, Kotipelto oraz Silent Force.
W 2005 roku Kamelot nagrał swoje pierwsze teledyski do utworów „The Haunting (Somewhere in Time)” oraz „March of Mephisto” pochodzących z albumu The Black Halo.
Oba teledyski reżyserował Patric Ullaeus. 5 października 2005 roku do zespołu dołączył piąty oficjalny członek, Oliver Palotai (instrumenty klawiszowe oraz okazyjnie gitara).
W drugiej połowie trasy Black Halo World Tour zespół odwiedził takie kraje jak USA, Kanada, Brazylia, Holandia, Belgia, Szwecja oraz Norwegia. W listopadzie 2006 roku grupa wydała DVD o tytule One Cold Winter’s Night, zawierające zapis koncertu w Rockefeller Music Hall (Oslo, Norwegia), który miał miejsce 11 lutego 2006 roku.
Jesienią 2006 roku grupa powróciła do Gate Studios w Wolfsburgu (Niemcy), aby nagrać kolejny album – Ghost Opera. Płyta została wydana w czerwcu 2007 roku, a parę miesięcy później ukazała się reedycja tego albumu zatytułowana Ghost Opera – The Second Coming. Oprócz utworów składających się na album Ghost Opera znalazły się tu również kompozycje live nagrane podczas koncertu w Belgradzie oraz piosenki bonusowe: „Season's End”, „The Pendulous Fall”, „Epilogue” i remix utworu „Rule the World”.
W listopadzie 2010 roku zespół wydał nowy album Poetry for the Poisoned. 22 kwietnia 2011 roku Kamolot ogłosił odejście Roya Khana z zespołu.
22 lipca 2012 roku zespół ogłosił, iż nowym wokalistą zespołu został Tommy Karevik, związany z formacją Seventh Wonder.

## Muzycy
| - Tommy Karevik – wokal prowadzący (od 2012) - Thomas Youngblood – gitara prowadząca, wokal wspierający (od 1991) - Sean Tibbetts – gitara basowa (1991−1992, od 2009) - Alex Landenburg – perkusja (od 2019) - Oliver Palotai – instrumenty klawiszowe (od 2005) - Mark Vanderbilt – wokal prowadzący (1991−1997) - Richard Warner – perkusja (1991−1997) - David Pavlicko – instrumenty klawiszowe (1991−1998) - Glenn Barry – gitara basowa (1992−2009) - Roy Khan – wokal prowadzący (1998-2011) - Casey Grillo – perkusja (od 1997-2018) |  | - Elize Ryd – wokal prowadzący (od 2010) - Alissa White-Gluz – wokal prowadzący (2011, od 2012) - Simone Simons – wokal prowadzący (od 2011) - Günter Werno – instrumenty klawiszowe (2000) - Mats Olausson – instrumenty klawiszowe (2003) - Heather Shockley – wokal prowadzący (2005) - Sean Tibbetts – gitara basowa (2006-2009) - Anne-Catrin Maerzke – wokal prowadzący (2007-2009) - Jake E Berg – wokal wspierający (2010–2011) - Michael Eriksen – wokal prowadzący (2010) - Fabio Lione – wokal prowadzący (2011–2012) - Tommy Karevik – wokal prowadzący (2011) - Linnéa Vikström – wokal prowadzący (2012) - Coen Janssen – instrumenty klawiszowe (2013) |

## Dyskografia

### Albumy studyjne
| 1995                           | Eternity - Data: 21 sierpnia 1995 - Wydawca: Noise Records                | –   | –  | –  | –  | –  | –  | –  | –   | –  | –   | –  |
| 1997                           | Dominion - Data: 1997 - Wydawca: Noise Records                            | –   | –  | –  | –  | –  | –  | –  | –   | –  | –   | –  |
| 1998                           | Siége Perilous - Data: 28 lipca 1998 - Wydawca: Noise Records             | –   | –  | –  | –  | –  | –  | –  | –   | –  | –   | –  |
| 2000                           | The Fourth Legacy - Data: 22 lutego 2000 - Wydawca: Noise Records         | –   | –  | –  | –  | –  | –  | –  | –   | –  | –   | –  |
| 2001                           | Karma - Data: 10 lipca 2001 - Wydawca: Sanctuary Records                  | –   | 85 | –  | –  | –  | –  | –  | –   | –  | –   | 93 |
| 2003                           | Epica - Data: 13 stycznia 2003 - Wydawca: Noise Records                   | –   | 59 | –  | –  | 28 | –  | –  | 117 | –  | –   | 47 |
| 2005                           | The Black Halo - Data: 15 marca 2005 - Wydawca: Nuclear Blast             | –   | 81 | 24 | –  | –  | –  | –  | 101 | –  | –   | 41 |
| 2007                           | Ghost Opera - Data: 5 czerwca 2007 - Wydawca: Steamhammer/SPV             | –   | 61 | 29 | 25 | 35 | –  | 88 | 83  | 51 | –   | 34 |
| 2010                           | Poetry for the Poisoned - Data: 1 września 2010 - Wydawca: Edel Music/KMG | 74  | 32 | 23 | 7  | 21 | 57 | 48 | 54  | 43 | 40  | 55 |
| 2012                           | Silverthorn - Data: 26 października 2012 - Wydawca: Edel Music/KMG        | 79  | 36 | 20 | 17 | 28 | 70 | 55 | 121 | 54 | 133 | 65 |
| 2015                           | Haven - Data: 4 maja 2015 - Wydawca: Napalm Records                       | 75  | 14 | 44 | –  | 12 | 41 | 24 | 150 | 23 | 104 | 28 |
| 2018                           | The Shadow Theory - Data: 6 kwietnia 2018 - Wydawca: Napalm Records       | 141 | 13 | 55 | –  | 24 | 30 | 13 | –   | 60 | 60  | –  |
| „—” pozycja nie była notowana. |                                                                           |     |    |    |    |    |    |    |     |    |     |    |

### Albumy koncertowe
| 2000                           | The Expedition - Data: 11 października 2000 - Wydawca: Noise Records  | —   |
| 2006                           | One Cold Winter’s Night - Data: 14 listopada 2006 - Wydawca: SPV GmbH | 280 |
| „—” pozycja nie była notowana. |                                                                       |     |

## Teledyski
| Rok  | Tytuł                            | Reżyseria      | Album                           | Źródło |
| ---- | -------------------------------- | -------------- | ------------------------------- | ------ |
| 2005 | „The Haunting"                   | Patric Ullaeus | The Black Halo                  | [ 17 ] |
| 2005 | „March Of Mephisto"              | Patric Ullaeus | The Black Halo                  | [ 17 ] |
| 2005 | „Serenade"                       | Casey Grillo   | The Black Halo                  | [ 17 ] |
| 2007 | „Ghost Opera"                    | Ivan Colic     | Ghost Opera                     | [ 17 ] |
| 2007 | „The Human Stain"                | —              | Ghost Opera                     | [ 17 ] |
| 2008 | „Rule The World"                 | Ivan Colic     | Ghost Opera                     | [ 17 ] |
| 2009 | „The Pendulous Fall”             | Casey Grillo   | Ghost Opera – The Second Coming | [ 17 ] |
| 2009 | „Love You To Death"              | —              | Ghost Opera – The Second Coming | [ 17 ] |
| 2010 | „The Great Pandemonium"          | Owe Lingwall   | Poetry For The Poisoned         | [ 17 ] |
| 2010 | „Hunter's Season"                | —              | Poetry For The Poisoned         | [ 17 ] |
| 2011 | „Necropolis"                     | Owe Lingvall   | Poetry For The Poisoned         | [ 17 ] |
| 2012 | „Sacrimony (Angel Of Afterlife)” | Ivan Čolić     | Silverthorn                     | [ 17 ] |
| 2013 | „My Confession"                  | Ivan Čolić     | Silverthorn                     | [ 17 ] |
| 2015 | „Liar Liar"                      | Ivan Colic     | Haven                           | [ 17 ] |
| 2015 | „Insomnia"                       | Ivan Colic     | Haven                           | [ 17 ] |